# Lo Canar
Lo Canar és un indret i partida del terme municipal de Castell de Mur, dins de l'antic terme de Guàrdia de Tremp, al Pallars Jussà, en territori del poble de Cellers.
Està situat un quilòmetre i mig a ponent del poble de Cellers, al límit septentrional de la zona boscosa repoblada de los Brugals. És a la dreta del barranc de Moror, a migdia de los Pous.